# Уварово (Бутурлинський район)
Уварово (рос. Уварово) — село в Бутурлинському районі Нижньогородської області Російської Федерації.
Населення становить 428 осіб. Входить до складу муніципального утворення Уваровська сільрада.

## Історія
Від 2009 року входить до складу муніципального утворення Уваровська сільрада.

## Населення
| 1999 | 2002 | 2010 |
| ---- | ---- | ---- |
| 595  | ↘444 | ↘428 |